# São Miguel de Taipu
São Miguel de Taipu este un oraș în Paraíba (PB), Brazilia.